# ポートルイス県
ポートルイス県（Port Louis District）は、モーリシャスの県。
2015年の人口は12万1人、面積は42.7km2、人口密度は2810.3人/km2。

## 概要
首都ポートルイスを含む周辺一帯を県域とする。
ポートルイスにはモーリシャス最大の港があり、モーリシャス経済の柱の一つである砂糖の輸出をおこなうため港の周辺には砂糖の倉庫が置かれ、過去数十年拡張され続けている。
また、ポートルイス県にはほとんどの政府の官庁が置かれ、またモーリシャス経済の中心でもある。
このため、市内や近郊各県からポートルイス市中心部へ向かう人々によって平日には交通渋滞が起こっている。

## 隣接する県
- パンプルムース県
- モカ県
- ブラックリバー県